# Oblast Cherson
Die Oblast Cherson (ukrainisch Херсонська область Chersonska oblast; russisch Херсонская область Chersonskaja oblast) ist eine von 25 Verwaltungseinheiten (Oblaste der Ukraine) im Süden der Ukraine. Sie hat 1.016.707 Einwohner (Anfang 2021).

## Geographie
Die südliche Grenze der Oblast bildet im westlichen Teil das Schwarze Meer, die Landenge von Perekop verbindet die Oblast mit der Krim. Im Osten davon bildet der Sywasch ein filigranes Geflecht von Wasserflächen, Inseln und Halbinseln als Übergang zum Asowschen Meer. Über die Halbinsel Tschonhar bestehen weitere Verkehrsverbindungen zur Krim. Die Oblast grenzt im Westen an die Oblast Mykolajiw, im Norden an die Oblast Dnipropetrowsk und im Osten an die Oblast Saporischschja.
Durchflossen wird die Oblast vom teilweise angestauten Dnepr, der sich ab Cherson in einem breiten, mit Inseln durchsetzten Delta fortsetzt, bevor er über den Dnepr-Bug-Liman ins Schwarze Meer abfließt. Vom Dnepr zweigt der Nord-Krim-Kanal ab, der den Süden der Oblast – und bis 2014 die Halbinsel Krim – mit Wasser versorgt. Internationale Bekanntheit besitzt das in der Oblast liegende Naturschutzgebiet Askanija-Nowa mit seiner natürlichen Steppenvegetation. Mit dem Oleschky-Sande befindet sich das größte Wüstengebiet der Ukraine in der Oblast. Im Südosten der Oblast befindet sich im Asowschen Meer die Byrjutschyj-Insel.

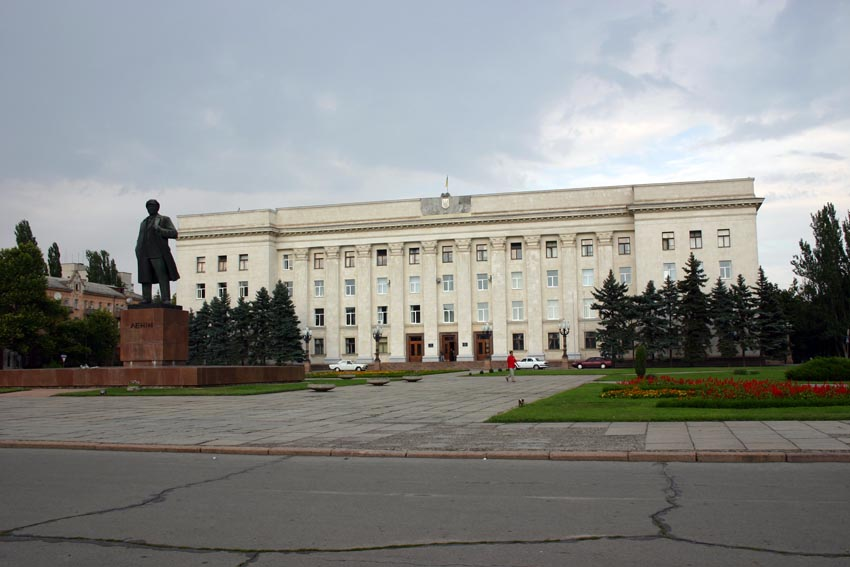
Sitz der Verwaltung der Oblast Cherson

## Größte Städte
Hauptstadt der Oblast ist die gleichnamige am Nordufer des Dnepr gelegene Stadt Cherson.
| Cherson                                                                                | Херсон               | Херсон                | 283.649 |
| Nowa Kachowka                                                                          | Нова Каховка         | Новая Каховка         | 045.069 |
| Kachowka                                                                               | Каховка              | Каховка               | 035.400 |
| Oleschky                                                                               | Олешки               | Алёшки                | 024.383 |
| Henitschesk                                                                            | Генічеськ            | Геническ              | 019.253 |
| Skadowsk                                                                               | Скадовськ            | Скадовск              | 017.344 |
| Hola Prystan                                                                           | Гола Пристань        | Голая Пристань        | 013.760 |
| Antoniwka                                                                              | Антонівка            | Антоновка             | 012.697 |
| Beryslaw                                                                               | Берислав             | Берислав              | 012.123 |
| Nowotrojizke                                                                           | Новотроїцьке         | Новотроицкое          | 010.627 |
| Tawrijsk                                                                               | Таврійськ            | Таврийск              | 010.250 |
| Nowooleksijiwka                                                                        | Новоолексіївка       | Новоалексеевка        | 010.080 |
| Tschaplynka                                                                            | Чаплинка             | Чаплинка              | 009.539 |
| Biloserka                                                                              | Білозерка            | Белозерка             | 009.364 |
| Kalantschak                                                                            | Каланчак             | Каланчак              | 009.124 |
| Welyka Lepetycha                                                                       | Велика Лепетиха      | Великая Лепетиха      | 007.830 |
| Komyschany                                                                             | Комишани             | Камышаны              | 006.771 |
| Nowa Majatschka                                                                        | Нова Маячка          | Новая Маячка          | 006.685 |
| Welyka Oleksandriwka                                                                   | Велика Олександрівка | Великая Александровка | 006.487 |
| Quellen: Ukrainisches Amt für Statistik, S. 42, 43. und Sekundärquelle City Population |                      |                       |         |

## Geschichte
Die Oblast wurde am 30. März 1944 gebildet. Das Gebiet gehörte zuvor zur Oblast Mykolajiw und zur Oblast Saporischschja. Bis 1920 hatte das Gebiet nördlich des Dnepr dem Gouvernement Cherson, der südliche Teil dem Gouvernement Taurien angehört.
Im Jahr 1991 wurde die damals zur USSR und zur UdSSR gehörende Oblast nach dem Referendum über die Unabhängigkeit der Ukraine Staatsgebiet der Ukraine. In diesem Referendum stimmten von den Wählern in der Oblast Cherson 7 % gegen und 90 % für die Unabhängigkeit der Ukraine von der Sowjetunion.
Im Rahmen des russischen Überfalls auf die Ukraine 2022 wurde ein großer Teil des Gebiets von russischen Truppen besetzt. Für den Mai 2022 wurde von den Besatzern in den besetzten Teilen des Oblasts die Einführung des russischen Rubels als neue Währung angekündigt. Das Gebiet wurde außerdem vom ukrainischen Internet abgetrennt und stattdessen mit russischer Infrastruktur verbunden. Die Besatzer beschlagnahmten Farmen, verkauften das Getreide in bedürftige Länder und zwangen die Arbeiter, für sie zu arbeiten, dazu kamen Geiselnahmen zur Erpressung von Lösegeld. Bis zu einer halben Million Tonnen Getreide wurde in Richtung Krim abtransportiert. Dazu kommen Zehntausende Tonnen Sonnenblumenöl sowie Landwirtschaftsmaschinen und Dünger wie auch Agrarchemikalien. Hohe Militärs und Silowiki seien in diese Schiebereien verwickelt gewesen. Verkäufe ins Ausland haben dank Interventionen der Ukraine teils verhindert werden können, womit die gestohlene Ware innerhalb Russlands verkauft werden würde. Teile des Landes konnten nicht bewirtschaftet werden, da die Bewässerung nicht aufrechterhalten wurde. Gewisse Gemeinden erwirtschafteten vor dem Krieg bis zu 70 Prozent ihrer Einnahmen durch Verpachtung von Land. Die Region werde ohne die in den letzten Jahren entwickelte moderne Landwirtschaft um Jahrzehnte zurückgeworfen. Es werde unter den Russen nicht einmal Ersatzteile für die modernen Traktoren geben.
Nach erfolgreicher Intervention lieferte die Ukraine wieder zuverlässig an kapitalstarke Länder.
Am 30. September 2022 verkündete der russische Präsident Wladimir Putin nach einem am 27. September 2022 beendeten Scheinreferendum die Annexion der Oblast Cherson, einschließlich der nicht von russischen Truppen besetzten Gebiete.
Nach wochenlangen Kämpfen bat Sergei Surowikin Verteidigungsminister Schoigu in einem am 8. November 2022 veröffentlichten Video um den Befehl zum Rückzug vom rechten Ufer des Dnipro. Dem Ersuchen wurde stattgegeben, und Russland begann mit dem Abzug seiner übrig gebliebenen Truppen vom Nordufer des Dnepr. Am 11. November 2022 hatte Russland den Rückzug abgeschlossen. Innerhalb weniger Tage erlangte die Ukraine knapp 5.000 km² ihres Gebietes in den Oblasten Cherson und Mykolajiw zurück.
Am frühen Morgen des 6. Juni 2023 wurde der in der Oblast liegende Kachowka-Staudamm zerstört. Dies führte zu einer gewaltigen Überschwemmung entlang des Dnipros südlich des Staudamms. Noch am selben Tag wurden erste Betroffene u. a. mit Zügen evakuiert. In Teilen der Stadt Cherson soll das Wasser bis zu 3,5 m hoch gestanden haben.

## Administrative Unterteilung
Die Oblast Cherson ist verwaltungstechnisch in fünf Rajone unterteilt; bis zur großen Rajonsreform am 18. Juli 2020 war sie in 18 Rajone sowie 4 direkt der Oblastverwaltung unterstehende (rajonfreie) Städte unterteilt. Dies waren die Städte Hola Prystan, Kachowka, Nowa Kachowka sowie das namensgebende Verwaltungszentrum der Oblast, die Stadt Cherson.

### Rajone der Oblast Cherson mit deren Verwaltungszentren
| Rajone der Oblast Cherson | Rajone der Oblast Cherson              | Rajone der Oblast Cherson | Rajone der Oblast Cherson                                                        |
| Deutsche Bezeichnung      | Ukrainische Bezeichnung                | Verwaltungszentrum        | Weitere frühere (bis 2020) Rajonzentren und rajonfreie Städte                    |
| ------------------------- | -------------------------------------- | ------------------------- | -------------------------------------------------------------------------------- |
| Rajon Beryslaw            | Бериславський район Beryslawskyj rajon | Beryslaw (Stadt)          | Nowoworonzowka, Welyka Oleksandriwka, Wyssokopillja                              |
| Rajon Cherson             | Херсонський район Chersonskyj rajon    | Cherson (Stadt)           | Biloserka, Oleschky                                                              |
| Rajon Henitschesk         | Генічеський район Henitscheskyj rajon  | Henitschesk (Stadt)       | Iwaniwka, Nyschni Sirohosy, Nowotrojizke                                         |
| Rajon Kachowka            | Каховський район Kachowskyj rajon      | Kachowka (Stadt)          | Hornostajiwka, Nowa Kachowka, Tschaplynka, Welyka Lepetycha, Werchnij Rohatschyk |
| Rajon Skadowsk            | Скадовський район Skadowskyj rajon     | Skadowsk (Stadt)          | Hola Prystan, Kalantschak                                                        |

Bis 2020 gab es folgende Rajonsaufteilung:

Karte der Rajone und rajonfreien Städte der Oblast bis 2020

| Rajone der Oblast Cherson bis 2020 | Rajone der Oblast Cherson bis 2020                       | Rajone der Oblast Cherson bis 2020               | Rajone der Oblast Cherson bis 2020 |
| Deutsche Bezeichnung               | Ukrainische Bezeichnung                                  | Verwaltungszentrum                               | 2020 (überwiegend) aufgegangen in  |
| ---------------------------------- | -------------------------------------------------------- | ------------------------------------------------ | ---------------------------------- |
| Rajon Beryslaw                     | Бериславський район Beryslawskyj rajon                   | Beryslaw (Stadt)                                 | Rajon Beryslaw                     |
| Rajon Biloserka                    | Білозерський район Biloserka rajon                       | Biloserka (Siedlung städtischen Typs)            | Rajon Cherson                      |
| Rajon Henitschesk                  | Генічеський район Henitscheskyj rajon                    | Henitschesk (Stadt)                              | Rajon Henitschesk                  |
| Rajon Hola Prystan                 | Голопристанський район Holoprystanskyj rajon             | Hola Prystan (Stadt)                             | Rajon Skadowsk                     |
| Rajon Hornostajiwka                | Горностаївський район Hornostajiwskyj rajon              | Hornostajiwka (Siedlung städtischen Typs)        | Rajon Kachowka                     |
| Rajon Iwaniwka                     | Іванівський район Iwaniwskyj rajon                       | Iwaniwka (Siedlung städtischen Typs)             | Rajon Henitschesk                  |
| Rajon Kalantschak                  | Каланчацький район Kalantschazkyj rajon                  | Kalantschak (Siedlung städtischen Typs)          | Rajon Skadowsk                     |
| Rajon Kachowka                     | Каховський район Kachowskyj rajon                        | Kachowka (Stadt)                                 | Rajon Kachowka                     |
| Rajon Nyschni Sirohosy             | Нижньосірогозький район Nyschnjosirohoskyj rajon         | Nyschni Sirohosy (Siedlung städtischen Typs)     | Rajon Henitschesk                  |
| Rajon Nowoworonzowka               | Нововоронцовський район Nowoworonzowskyj rajon           | Nowoworonzowka (Siedlung städtischen Typs)       | Rajon Beryslaw                     |
| Rajon Nowotrojizke                 | Новотроїцький район Nowotrojizkyj rajon                  | Nowotrojizke (Siedlung städtischen Typs)         | Rajon Henitschesk                  |
| Rajon Oleschky                     | Олешківський район Oleschkiwskyj rajon                   | Oleschky (Stadt)                                 | Rajon Cherson                      |
| Rajon Skadowsk                     | Скадовський район Skadowskyj rajon                       | Skadowsk (Stadt)                                 | Rajon Skadowsk                     |
| Rajon Tschaplynka                  | Чаплинський район Tschaplynskyj rajon                    | Tschaplynka (Siedlung städtischen Typs)          | Rajon Kachowka                     |
| Rajon Welyka Lepetycha             | Великолепетиський район Welykolepetyskyj rajon           | Welyka Lepetycha (Siedlung städtischen Typs)     | Rajon Kachowka                     |
| Rajon Welyka Oleksandriwka         | Великоолександрівський район Welykooleksandriwskyj rajon | Welyka Oleksandriwka (Siedlung städtischen Typs) | Rajon Beryslaw                     |
| Rajon Werchnij Rohatschyk          | Верхньорогачицький район Werchnjorohatschyzkyj rajon     | Werchnij Rohatschyk (Siedlung städtischen Typs)  | Rajon Kachowka                     |
| Rajon Wyssokopillja                | Високопільський район Wyssokopilskyj rajon               | Wyssokopillja (Siedlung städtischen Typs)        | Rajon Beryslaw                     |

## Bevölkerung

### Bevölkerungsentwicklung
Die Oblast wurde im Jahr 1944 gegründet und besteht seither in unverändertem Umfang. Bis 1993 gab es ein stetiges Wachstum (Höchststand 1. Januar 1994 1.282.200 Personen). Seither nimmt die Einwohnerschaft ständig ab. Die städtische Bevölkerung sank seit 1989 um 17,68 %, die Zahl der Bewohner auf dem Land nahm im gleichen Zeitraum um 18,53 % ab. Seit der Jahrtausendwende verlor der Oblast rund 189.000 Bewohner oder 15,67 % der Bevölkerung.
rot: Volkszählungen in der Sowjetunion (bis 1989) und der Ukraine (2001); grün: Schätzungen des Ukrainischen Statistisches Amtes; Stichtag: jeweils 1. Januar

### Volksgruppen
Die Ukrainer stellten bei der letzten Volkszählung 2001 in allen Städten und Rajons eine deutliche Bevölkerungsmehrheit. Ihr Bevölkerungsanteil schwankte zwischen 76,5 % in der Stadt Cherson und 92,5 % im Rajon Welyka Oleksandriwka. Russische Minderheiten leben vorwiegend in den Städten und den städtischen Vororten.
| 2001                                   | 961.584 | 82,00 % | 165.211 | 14,09 % | 8.186 | 0,70 % | 5.353 | 0,46 % | 4.548 | 0,39 % | 4.179 | 0,36 % | 3.736 | 0,32 % | 2.072 | 0,18 % | 1.172.689 | 100,00 % |
| Quelle: Ergebnis der Volkszählung 2001 |         |         |         |         |       |        |       |        |       |        |       |        |       |        |       |        |           |          |

Im Jahr 2001 war die Anzahl der Ukrainer nur unwesentlich höher als 1989. Durch den zwischen den Volkszählungen erfolgten Bevölkerungsrückgang stieg der Anteil der Ukrainer allerdings deutlich. Der Anteil der Russen, Belarussen, Moldauer und Krimtataren ist seit 1989 erheblich gesunken, während der Anteil der Tataren, Türken und Armenier deutlich gestiegen ist.
| Nationalität | 1989 (%) | 2001 (%) | Veränderung (%) |
| ------------ | -------- | -------- | --------------- |
| Ukrainer     | 75,7     | 82,0     | 00+2,6 %        |
| Russen       | 20,2     | 14,1     | 0−33,8 %        |
| Belarussen   | 01,0     | 00,7     | 0−35,2 %        |
| Tataren      | 00,2     | 00,5     | +150 %,0        |
| Armenier     | 00,1     | 00,4     | +280 %,0        |
| Moldauer     | 00,5     | 00,4     | 0−25,6 %        |
| Türken       | 00,0     | 00,3     | –               |
| Krimtataren  | 00,5     | 00,2     | 0−63,8 %        |

### Sprache
Ukrainisch ist die Sprache der Bevölkerungsmehrheit. Selbst 8,4 % der Russen gaben Ukrainisch als Muttersprache an. Doch gaben bei der letzten Volkszählung 2001 auch viele Ukrainer (13,0 %) und zahlreiche weitere Nichtrussen Russisch als Hauptsprache an. In den Städten Cherson und Nowa Kachowka und dem (damaligen) Rajon Henitschesk war der Anteil der Menschen mit Russisch als Muttersprache weit über dem Oblastdurchschnitt. Die in der Oblast lebenden Minderheiten der Juden, Koreaner, Russlanddeutschen und Bulgaren waren mehrheitlich russifiziert. Starke russischsprachige Minderheiten zählte man unter den Belarussen. Stark ukrainisiert waren auch die Polen, Roma und Moldauer. Die beiden Hauptsprachen haben sich gegensätzlich entwickelt. Zwischen 1989 und 2001 stieg der Anteil der Menschen mit Ukrainisch als Muttersprache von 67,7 % auf 73,19 %, der Anteil der Personen mit Russisch als Muttersprache sank dagegen von 30,4 % auf 24,86 %.
| 2011                                   | 858.336 | 73,19 % | 291.483 | 24,86 % | 3.079 | 0,26 % | 2.057 | 0,18 % | 1.802 | 0,15 % | 799 | 0,07 % | 1.172.689 | 100,00 % |
| Quelle: Ergebnis der Volkszählung 2001 |         |         |         |         |       |        |       |        |       |        |     |        |           |          |